# Greifenbergsattel
Greifenbergsattel är ett sadelpass i Österrike. Det ligger i den centrala delen av landet, 220 km sydväst om huvudstaden Wien. Greifenbergsattel ligger 2 434 meter över havet.
Terrängen runt Greifenbergsattel är huvudsakligen bergig. Greifenbergsattel ligger uppe på en höjd. Närmaste större samhälle är Schladming, 14,2 km nordväst om Greifenbergsattel. 
Trakten runt Greifenbergsattel består i huvudsak av gräsmarker. Runt Greifenbergsattel är det ganska glesbefolkat, med 21 invånare per kvadratkilometer.